# Chicago Sting 1976
Questa pagina raccoglie i dati riguardanti i Chicago Sting nelle competizioni ufficiali della stagione 1976.

## Stagione
Gli Sting rimasero affidati alla guida tecnica dell'inglese Bill Foulkes. La rosa degli Sting rimase formata in gran parte da giocatori di origine britannica ma tra gli europei spicca l'ingaggio l'ex nazionale polacco Janusz Kowalik, che sarà anche il capocannoniere della squadra con nove reti. Tra i giocatori statunitensi si fece notare l'ingaggio del giovanissimo Miro Rys, studente liceale che fu il primo calciatore locale a saltare la trafila delle squadre universitarie, firmando un contratto da professionista appena maggiorenne. Gli Sting vinsero la Northern Division dell'Atlantic Conference, ottenendo per la prima volta l'accesso ai playoff per il titolo, ove vennero fermati ai quarti dai futuri campioni del Toronto Metros-Croatia.

## Organigramma societario
Area direttiva
- Presidente: Lee B. Stern
- Vice-presidente: George Fishwick
- General Manager: Jim Walker
- Equipment Manager: Marty Fishwick

Area tecnica
- Allenatore: Bill Foulkes
- Assistente allenatore: Herbert Teichert

## Rosa
| N. |                        | Ruolo | Calciatore       |
| -- | ---------------------- | ----- | ---------------- |
| 1  | Inghilterra (bandiera) | P     | Mervyn Cawston   |
| 2  | Inghilterra (bandiera) | D     | Eddie Cliff      |
| 3  | Inghilterra (bandiera) | D     | John Webb        |
| 4  | Galles (bandiera)      | D     | Clive Griffiths  |
| 5  | Stati Uniti (bandiera) | D     | Stefan Szefer    |
| 6  | Inghilterra (bandiera) | C     | Jimmy Kelly      |
| 7  | Inghilterra (bandiera) | A     | Steve Peplow     |
| 8  | Scozia (bandiera)      | C     | Lammie Robertson |
| 9  | Inghilterra (bandiera) | A     | John Lowey       |
| 10 | Polonia (bandiera)     | A     | Janusz Kowalik   |
| 11 | Inghilterra (bandiera) | A     | John James       |
| 12 | Stati Uniti (bandiera) | C     | Rudy Getzinger   |
| 13 | Israele (bandiera)     | C     | Beni Alon        |

| N. |                        | Ruolo | Calciatore        |
| -- | ---------------------- | ----- | ----------------- |
| 14 | Stati Uniti (bandiera) | P     | Brad Steurer      |
| 15 | Stati Uniti (bandiera) | D     | Alex Skotarek     |
| 16 | Stati Uniti (bandiera) | D     | Tom Redmond       |
| 17 | Stati Uniti (bandiera) | A     | Miro Rys          |
| 19 | Inghilterra (bandiera) | A     | Geoff Davies      |
| 19 | Stati Uniti (bandiera) | C     | Rudi Mayer        |
| 20 | Jugoslavia (bandiera)  | A     | Bozidar Ranogajec |
| 21 | Stati Uniti (bandiera) | A     | Gene Geimer       |
| 22 | Inghilterra (bandiera) | C     | Alan Waldron      |
| 23 | Ghana (bandiera)       | D     | George Lamptey    |
|    | Stati Uniti (bandiera) | C     | Richard Green     |
|    | Israele (bandiera)     | C     | Jacob Shanee      |
|    | Stati Uniti (bandiera) |       | Jim Waldschmidt   |